# Anastoechus mylabricida
Anastoechus mylabricida är en tvåvingeart som beskrevs av Zakhvatkin 1934. Anastoechus mylabricida ingår i släktet Anastoechus och familjen svävflugor. Inga underarter finns listade i Catalogue of Life.